# Love Lockdown
Love Lockdown è un brano musicale di genere pop/R&B scritto e prodotto dal rapper statunitense Kanye West ed estratto come primo singolo dal suo quarto album in studio, 808s & Heartbreak. È stato cantato da Kanye in anteprima durante gli MTV Video Music Awards 2008 e pubblicato come singolo il 18 settembre dello stesso anno. Love Lockdown ha ricevuto ottime critiche ed è stata dichiarata la miglior canzone del 2008 dalla rivista Time. Il singolo ha raggiunto la terza posizione nella Billboard Hot 100 ed ha venduto oltre 3 milioni di copie digitali negli Stati Uniti.Il singolo è inoltre presente in Grand Theft Auto IV.

## Video
Il video di Love Lockdown è stato diretto da Simon Henwood e trasmesso in anteprima in The Ellen DeGeneres Show giovedì 7 ottobre 2008. Le riprese si sono svolte negli appartamenti di West, presentato con un vestito bianco mentre intona la canzone spostandosi di stanza in stanza.
Il videoclip ha ricevuto quattro candidature agli MTV Video Music Awards 2009 nelle categorie Video dell'anno, Miglior video maschile, Miglior video hip-hop e Migliori effetti speciali ma non ha ricevuto alcuna vittoria.

## Tracce
UK CD Single
1. Love Lockdown - 4:30

EU 4-Track CD single
1. Love Lockdown - 4:30
2. Flashing Lights (Album Version) - 3:57
3. Stronger (A-Trak Remix) - 4:38
4. Love Lockdown (video)

UK 12 Picture Disc
1. Love Lockdown - 4:30

CD Single Remixes
1. Love Lockdown (Aerotronic Remix) - 4:12
2. Love Lockdown (Chew Fu Small Room Fix) - 4:43
3. Love Lockdown (Flufftronix Edit) - 5:04
4. Love Lockdown (Instrumental) - 4:11
5. Love Lockdown (Jake Troth Remix) - 2:46
6. Love Lockdown (Main) - 4:31
7. Love Lockdown (Radio Edit) - 4:15

## Remix
Questo brano è stato anche remixato dagli LMFAO.

## Classifiche
| Classifica (2008)                    | Posizione massima |
| ------------------------------------ | ----------------- |
| Australia                            | 18                |
| Austria                              | 18                |
| Belgio (Fiandre)                     | 13                |
| Canada                               | 5                 |
| Danimarca                            | 4                 |
| Paesi Bassi                          | 13                |
| Europa                               | 16                |
| Finlandia                            | 20                |
| Germania                             | 8                 |
| Irlanda                              | 4                 |
| Italia                               | 33                |
| Nuova Zelanda                        | 11                |
| Norvegia                             | 14                |
| Svizzera                             | 18                |
| Svezia                               | 11                |
| Regno Unito                          | 8                 |
| Regno Unito (R&B)                    | 1                 |
| Stati Uniti                          | 3                 |
| U.S. Billboard Hot Dance Club Play   | 26                |
| U.S. Billboard Hot R&B/Hip-Hop Songs | 26                |
| U.S. Billboard Pop 100               | 8                 |
| U.S. Billboard Rhythmic Top 40       | 7                 |